# ماکاک دم بریده
ماکاک دُم بریده یا ماکاک خرسی (نام علمی:Macaca arctoides) گونه ای از میمون‌های دنیای قدیم است که در جنوب آسیا زندگی می‌کند. از زیستگاه‌های اصلی این گونه اطراف رود براهماپوترا و شمال شرقی هند است. این جانور میوه خوار است اما از حشرات، قورباغه، خرچنگ و جانوران کوچک نیز تغذیه می‌کند.